# Suite ceca
La Suite ceca (in Ceco: Česká suita) in Re maggiore, Op. 39 fu composta da Antonin Dvořák e pubblicata dopo la sua morte. Adolf Čech, che condusse la première della Sesta sinfonia in Re maggiore, che verrà pubblicata come Prima Sinfonia, nel 1880. (Cech diresse anche la première del Concerto per pianoforte di Dvořák, nel 1878.) 
Dvořák era stato da poco presentato a Fritz Simrock da Johannes Brahms, ma era scontento dell'operato del suo nuovo editore, compresa la pubblicazione di diversi lavori con alta numerazione Opus, implicando che fossero nuovi. Egli, quindi, offrì questo lavoro, scritto da poco, a Simrock con una numerazione molto più bassa (di lavori scritti diversi anni prima) come risposta. 
La suite consiste di cinque movimenti:
- Preludium (Pastorale): Allegro moderato
- Polka: Allegretto grazioso

- Sousedská (Minuetto): Allegro giusto
- Romance: Andante con moto
- Finale (Furiant): Presto